# Cyane (Schiff)
Die Cyane, auch HMS Cyane, (benannt nach der griechischen Nymphe Kyane) war eine nominell 22-Kanonen-Kriegsschiff 6. Ranges der Banterer-Klasse der britischen Marine. Das im Jahr 1806 in Topsham bei Exeter gebaute Schiff wurde bekannt durch das Gefecht und die Niederlage gegen die amerikanische Fregatte Constitution, bei dem es von selbiger gekapert wurde und als Prise in die USA gelangte.

## Geschichte

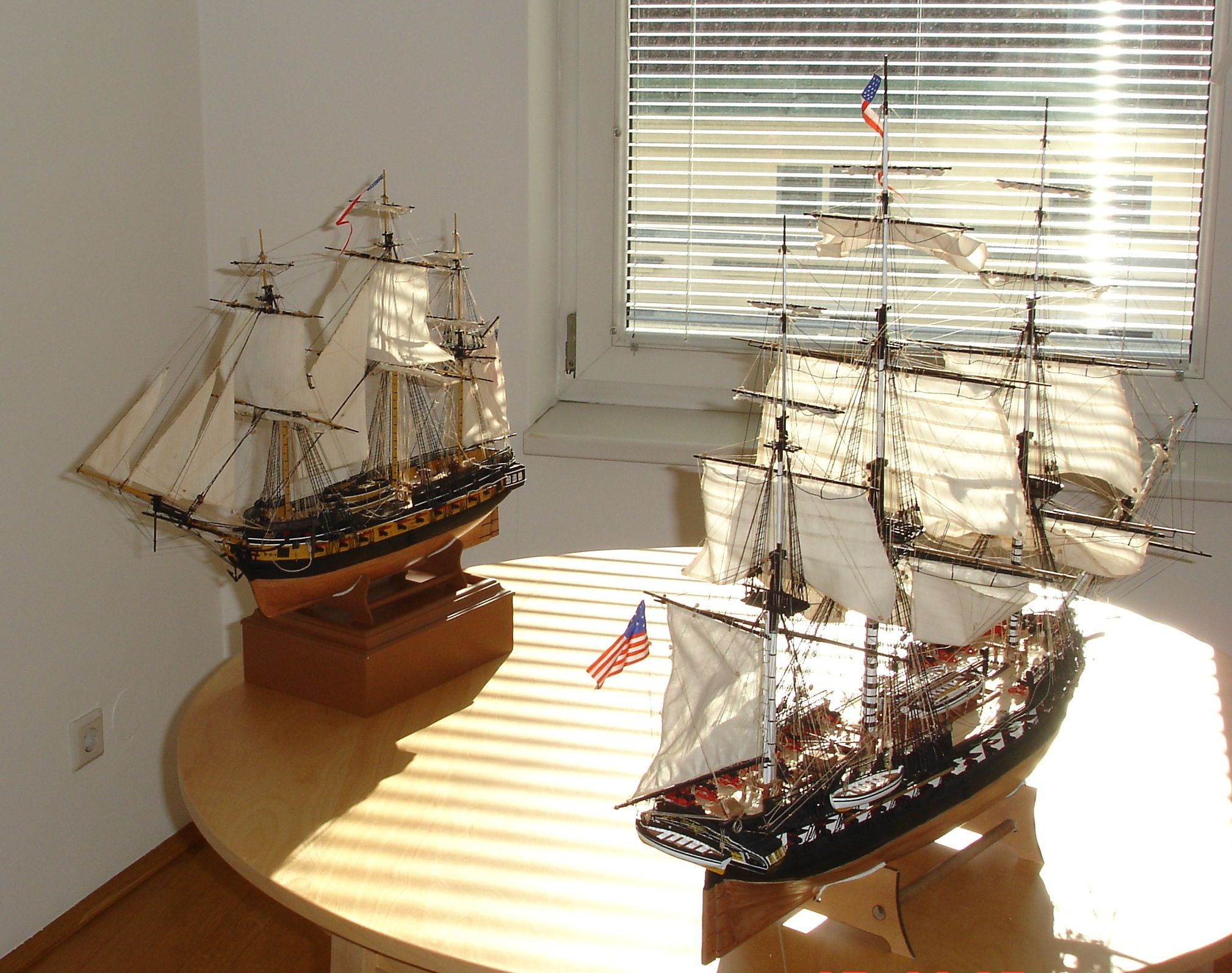
Ein Größenvergleich der Constitution mit der Cyane

Der Bauauftrag für die Cyane erfolgte im Januar 1805 als Columbine. Im Dezember wurde das Schiff umbenannt. Es gehörte zur Banterer-Klasse, Schiffen 6. Ranges. Im Gegensatz zu anderen Schiffen dieses Ranges, die als Glattdecker konzipiert waren, gehörte die Banterer-Klasse zu einem Typ von Fahrzeugen in Fregatten-Auslegung mit Achterdeck und Back. Die Schiffe waren ursprünglich für eine Hauptbewaffnung aus 22 9-Pfünder-Kanonen als Hauptbatterie und 10 weiteren Geschützen auf den Aufbauten vorgesehen, erhielten aber als Hauptbewaffnung bald 32-Pfünder-Karronaden. Obwohl die Zahl der mitgeführten Geschütze weit höher war, wurden die Schiffe der Banterer-Klasse nominell jedoch nur als 22-Kanonen-Schiffe bezeichnet. Die Cyane sollte in erster Linie für Geleitschutzaufgaben und zur Bekämpfung von Kaperschiffen eingesetzt werden.
In Dienst gestellt wurde das Schiff im März 1807. Die Cyane wurde zunächst in der Ostsee eingesetzt, wo sie unter anderem an den Operationen gegen die dänische Hauptstadt Kopenhagen teilnahm. Ab 1808 tat sie dann im Mittelmeer Dienst, wo sie zuerst acht Handelsschiffe und schließlich im Mai das spanische Kaperschiff Medusa eroberte. Die Medusa war im Übrigen das letzte spanische Schiff, das von den Briten genommen wurde, bevor sich Spanien gegen Napoleon wandte. Im Juni segelte die Cyane nach Mallorca, wo ihr Kommandant Capt. Thomas Staines Verhandlungen zwischen antinapoleonischen spanischen Widerstandskämpfern und der britischen Admiralität initiierte.
Am 8. Mai 1809 kaperte die Cyane zuerst in der Nähe von Neapel einen Bomben-Ketsch und war daraufhin bis Ende Juni in zahlreiche Gefechte mit kleineren Einheiten, sowie mit der französischen Fregatte Ceres verwickelt. Dabei wurde sie letztendlich derart schwer beschädigt, dass sie zur Überholung zurück nach England musste. Der Rumpf der Cyane war dabei von zahlreichen Kanonenkugeln getroffen und die Takelage unbrauchbar geschossen worden. Capt. Staines hatte zudem seinen linken Arm verloren. Der Cyane war es allerdings gemeinsam mit ihren Begleitschiffen gelungen, insgesamt 20 französische Kanonenboote zu kapern sowie zwei Polacker und vier weitere Kanonenboote zu zerstören. Aufgrund von außerordentlicher Tapferkeit während dieser Gefechte wurde Capt. Staines wenig später zum Ritter geschlagen, die anderen Besatzungsmitglieder wurden, sofern sie zu diesem Zeitpunkt noch am Leben waren, 1847 postum ausgezeichnet.
Im Januar 1810 segelte die Cyane mit einem Konvoi nach Südamerika, 1811 befand sie sich in heimatlichen Gewässern und 1812 auf der Jamaica-Station. Am 11. Juli 1812 eroberte sie das französische Kaperschiff Serene, welches sich auf dem Weg nach New Orleans befand. Zusammen mit Venerable nahm sie am 20. Januar 1814 nach viertägiger Jagd die französische Fregatte Iphigenie.

### Seegefecht gegen die USS Constitution und Kaperung
Am Abend des 20. Februar 1815, als das Schiff unter dem Kommando von Capt. Gordon Falcon gerade gemeinsam mit der HMS Levant vor der Küste Afrikas zwei Konvois eskortierte, sichtete die Besatzung eine Fregatte, welche die Verfolgung der britischen Schiffe aufgenommen hatte. Diese stellte sich bald als die USS Constitution (54 Kanonen) unter dem Kommando von Capt. Charles Stewart heraus. Obwohl der Britisch-Amerikanische Krieg bereits am 24. Dezember 1814 offiziell beendet worden war, kam es dennoch zu einem Kampf zwischen den britischen Kriegsschiffen und der Constitution. Die Amerikaner hatten zu dem Zeitpunkt noch keine offiziellen Informationen über den Friedensschluss erhalten, die Briten wiederum wollten die Zerstörung bzw. Aufbringung der Konvois verhindern. Zudem glaubten die britischen Kommandanten, die Constitution gemeinsam erobern oder zumindest von den Konvois ablenken zu können. Da aber die Reichweite der 24-Pfünder-Kanonen des amerikanischen Schiffes die der Karronaden von HMS Cyane und HMS Levant weit übertraf, konnte die Constitution das Gefecht aus einer sicheren Distanz von 600 yards eröffnen. Bereits nach 40 Minuten musste die Cyane kapitulieren, wenige Stunden später folgte die Levant, die sich unmittelbar nach Gefechtsbeginn zwecks Reparaturen zurückzog, das Gefecht dann aber nach der Niederlage der Cyane erneut aufnahm. Beide Schiffe wurden von der Constitution als Prisen genommen.

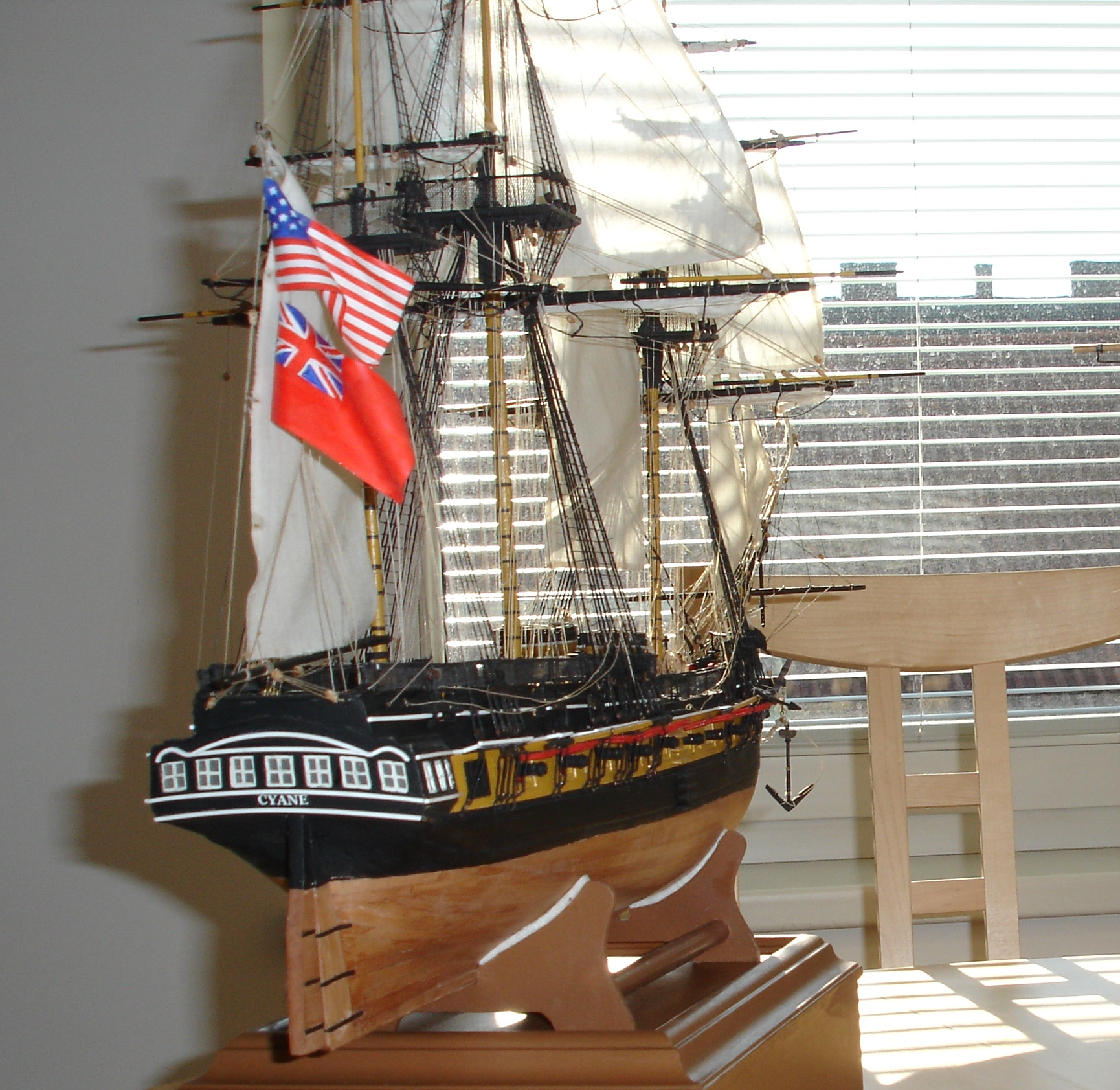
Der Heckspiegel der Fregatte HMS Cyane (Modell)

Am 12. März wurden die drei Schiffe, die bei Porto Praya/Kap Verdische Inseln (damals Portugal) vor Anker lagen, von einem überlegenen britischen Geschwader überrascht. Die Levant konnte dabei unter Verletzung portugiesischer Hoheitsrechte von den Briten zurückerobert werden, Cyane und Constitution entkamen. Die Cyane erreichte die USA am 10. April 1815. Die Amerikaner bezahlten eine Ablöse an Großbritannien (das Schiff war ja nach Abschluss des Friedensvertrages gekapert worden) und übernahmen sie als USS Cyane in die US Navy.

### USSCyane
Die Amerikaner setzten das Schiff zuerst vor der Küste Westafrikas zur Piratenabwehr ein (1820–1821). Weitere Einsatzgebiete waren das Mittelmeer (1824–1825) und die Küste Brasiliens (1826–1827). 1829 wurde der Zustand der Cyane als nicht mehr einsatztauglich eingestuft und es erfolgten keine Indienststellungen mehr. 1836 wurde das Schiff in Philadelphia abgebrochen. Der Name ging auf eine Glattdeck-Sloop über, die 1837 vom Stapel lief.